# اوا سوبودا
اوا سوبودا (انگلیسی: Ewa Swoboda؛ زادهٔ ۲۶ ژوئیهٔ ۱۹۹۷) دونده اهل لهستان است.
وی در مسابقات کشوری و بین‌المللی در مجموع برندهٔ ۲ مدال طلا، و ۱ مدال برنز شده‌است.